# Ålholmvej
Ålholmvej er en gade i Valby i København, der går fra et kryds med Valby Langgade/Vigerslevvej til et kryds med Peter Bangs Vej/Ålekistevej/Grøndals Parkvej. Ålholmvej er en del af Ring 2, der fortsætter mod syd ad Vigerslevvej og mod nord ad Grøndals Parkvej.
Gaden blev opkaldt efter herregården Ålholm på Lolland i 1918. Den er en af flere gader i kvarteret, der er opkaldt efter herregårde på Lolland. Ålholm Plads på hjørnet af Roskildevej blev dog opkaldt efter beliggenheden ved Ålholmvej i 1944.